# P.A.Works
P.A.WORKS Co.,Ltd. (Nhật: 株式会社ピーエーワークス Hepburn: Kabushiki-gaisha Pī Ē Wākusu, viết tắt của "Progressive Animation Works") là một hãng phim hoạt hình Nhật Bản được thành lập vào tháng 11 năm 2000 có trụ sở tại Nanto, Toyama, Nhật Bản. 
Chủ tịch công ty là Horikawa Kenji từng làm việc cho Tatsunoko Production, Production I.G và Bee Train Production trước khi thành lập ra P.A Works. Ngoài công việc sản xuất anime, công ty cũng tham gia phát triển trò chơi điện tử và hợp tác sản xuất với một số xưởng phim khác. Vào tháng 1 năm 2008, P.A Works phát hành True Tears, loạt anime truyền hình đầu tiên của họ với tư cách là nhà thầu chính. Năm 2018, P.A. Works giới hiệu hãng sách điện tử P.A. Books, tác phẩm đầu tiên của hãng là phiên bản tiểu thuyết của anime True Tears.

## Tác phẩm

### Anime truyền hình
| Tựa đề                              | Ngày lên sóng      | Ngày lên sóng     | Đạo diễn                          | Số tập | Chú thích                                                                                 |
| Tựa đề                              | Bắt đầu            | Kết thúc          | Đạo diễn                          | Số tập | Chú thích                                                                                 |
| ----------------------------------- | ------------------ | ----------------- | --------------------------------- | ------ | ----------------------------------------------------------------------------------------- |
| True Tears                          | 6 tháng 1, 2008    | 30 tháng 3, 2008  | Nishimura Junji                   | 13     | Dựa theo visual novel True Tears.                                                         |
| Canaan                              | 4 tháng 7, 2009    | 26 tháng 9, 2009  | Andō Masahiro                     | 13     | Dựa theo một câu chuyện do Type-Moon viết trong visual novel 428: Fūsa Sareta Shibuya de. |
| Angel Beats!                        | 3 tháng 4, 2010    | 26 tháng 6, 2010  | Kishi Seiji                       | 13     | Anime nguyên tác cộng tác với Key, .                                                      |
| Mai no Mahō to Katei no Hi          | 20 tháng 11, 2011  | 20 tháng 11, 2011 | Yoshihara Masayuki                | 1      | Tác phẩm nguyên tác.                                                                      |
| Hanasaku Iroha                      | 3 tháng 4, 2011    | 25 tháng 11, 2011 | Andō Masahiro                     | 26     | Anime nguyên tác.                                                                         |
| Another                             | 9 tháng 1, 2012    | 27 tháng 3, 2012  | Mizushima Tsutomu                 | 12     | Dựa trên tiểu thuyết của Ayatsuji Yukito.                                                 |
| Tari Tari                           | 1 tháng 7, 2012    | 23 tháng 9, 2012  | Hashimoto Masakazu                | 13     | Anime nguyên tác.                                                                         |
| RDG Red Data Girl                   | 16 tháng 3, 2013   | 1 tháng 6, 2013   | Shinohara Toshiya                 | 12     | Dựa trên tiểu thuyết của Ogiwara Noriko.                                                  |
| Koitabi: True Tours Nanto           | 28 tháng 4, 2013   | 28 tháng 4, 2013  | Nishimura Junji                   | 6      | Tác phẩm nguyên tác.                                                                      |
| Uchōten Kazoku                      | 3 tháng 7, 2013    | 29 tháng 9, 2013  | Yoshihara Masayuki                | 13     | Dựa trên tiểu thuyết của Morimi Tomihiko.                                                 |
| Nagi no Asukara                     | 3 tháng 10, 2013   | 3 tháng 4, 2014   | Shinohara Toshiya                 | 26     | Anime nguyên tác.                                                                         |
| Glasslip                            | 3 tháng 7, 2014    | 25 tháng 9, 2014  | Nishimura Junji                   | 13     | Tác phẩm nguyên tác.                                                                      |
| Shirobako                           | 8 tháng 10, 2014   | 26 tháng 3, 2015  | Mizushima Tsutomu                 | 24     | Anime nguyên tác.                                                                         |
| Charlotte                           | 4 tháng 7, 2015    | 26 tháng 9, 2015  | Asai Yoshiyuki                    | 13     | Anime nguyên tác cộng tác với Key.                                                        |
| Haruchika                           | 7 tháng 1, 2016    | 24 tháng 3, 2016  | Hashimoto Masakazu                | 12     | Dựa trên tiểu thuyết của Hatsuno Sei.                                                     |
| Kuromukuro                          | 7 tháng 4, 2016    | 29 tháng 9, 2016  | Okamura Tensai                    | 26     | Anime nguyên tác kỉ niệm 15 năm thành lập P.A.Works                                       |
| Sakura Quest                        | 5 tháng 4, 2017    | 20 tháng 9, 2017  | Masui Sōichi                      | 25     | Tác phẩm nguyên tác.                                                                      |
| Uchōten Kazoku 2                    | Masayuki Yoshihara | 8 tháng 4, 2017   | 25 tháng 6, 2017}                 | 12     | Mùa thứ hai của Uchōten Kazoku.                                                           |
| Uma Musume Pretty Derby             | 2 tháng 4, 2018    | 18 tháng 6, 2018  | Oikawa Kei                        | 13     | Dựa trên trò chơi điện tử cùng tên của Cygames.                                           |
| Sirius the Jaeger                   | 12 tháng 7, 2018   | 27 tháng 9, 2018  | Andō Masahiro                     | 12     | Anime nguyên tác.                                                                         |
| Iroduku Sekai no Ashita kara        | 6 tháng 10, 2018   | 29 tháng 12, 2018 | Shinohara Toshiya                 | 13     | Tác phẩm nguyên tác.                                                                      |
| Fairy Gone                          | 7 tháng 4, 2019    | 22 tháng 9, 2019  | Suzuki Kenichi                    | 24     | Anime nguyên tác.                                                                         |
| A3!                                 | 14 tháng 1, 2020   | 29 tháng 12, 2020 | Sakoi Masayuki, Shinohara Keisuke | 24     | Dựa trên trò chơi cùng tên của Liber Entertainment, đồng sản xuất với 3Hz.                |
| Appare-Ranman!                      | 10 tháng 4, 2020   | 25 tháng 9, 2020  | Hashimoto Masakazu                | 13     | Tác phẩm nguyên tác.                                                                      |
| Kami-sama ni Natta Hi               | 11 tháng 10, 2020  | 27 tháng 12, 2020 | Asai Yoshiyuki                    | 12     | Anime nguyên tác với kịch bản của Maeda Jun.                                              |
| Cát trắng Aquatope                  | 9 tháng 7, 2021    | 17 tháng 12, 2021 | Shinohara Toshiya                 | 24     | Anime nguyên tác.                                                                         |
| Paripi Kōmei                        | 5 tháng 4, 2022    | 21 tháng 6, 2022  | Honma Shū                         | 12     | Dựa trên manga của Yotsuba Yūto và Ogawa Ryō.                                             |
| Cuộc Chiến Hầu Gái Akiba            | 7 tháng 10, 2022   | 23 tháng 12, 2022 | Masui Sōichi                      | 12     | Tác phẩm nguyên tác cộng tác với Cygames.                                                 |
| Buddy Daddies                       | 7 tháng 1, 2023    | 1 tháng 4, 2023   | Asai Yoshiyuki                    | 12     | Tác phẩm nguyên tác.                                                                      |
| Skip to Loafer                      | 4 tháng 4, 2023    | 20 tháng 6, 2023  | Deai Kotomi                       | 12     | Chuyển thể từ manga của Takamatsu Misaki.                                                 |
| Tensui no Sakuna Hime               | 6 tháng 7, 2024    |                   | Yoshihara Masayuki                |        | Dựa theo trò chơi phát triển bởi Edelweis.                                                |
| Nanare Hananare                     | 7 tháng 7, 2024    |                   | Kakimoto Koudai                   |        | Tác phẩm nguyên tác.                                                                      |
| Mayonaka Punch                      | 8 tháng 7, 2024    |                   | Honma Shū                         |        | Tác phẩm nguyên tác.                                                                      |
| Mikadono Sanshimai wa Angai, Choroi | 2025               |                   | Matsubayashi Tadahito             |        | Chuyển thể từ manga của Hirakawa Aya.                                                     |

### Phim điện ảnh
| Tựa đề                                 | Ngày phát hành    | Đạo diễn           | Ghi chú                                                                      |
| -------------------------------------- | ----------------- | ------------------ | ---------------------------------------------------------------------------- |
| Layton Kyouju to Eien no Utahime       | 19 tháng 12, 2009 | Hashimoto Masakazu | Đồng sản xuất với OLM và Robot Communications.                               |
| Bannou Yasai Ninninman                 | 5 tháng 3, 2011   | Yoshihara Masayuki | Thuộc một phần của dự án Đào tạo Họa sĩ diễn hoạt trẻ.                       |
| Hanasaku Iroha: Home Sweet Home        | 30 tháng 3, 2013  | Masahiro Andō      | Phần tiếp theo của Hanasaku Iroha.                                           |
| Maquia: Chờ ngày lời hứa nở hoa        | 24 tháng 2, 2018  | Okada Mari         | Tác phẩm nguyên tác.                                                         |
| Gekijōban Shirobako                    | 29 tháng 2, 2020  | Mizushima Tsutomu  | Phần tiếp theo của Shirobako.                                                |
| Komada Jōryūsho e Yōkoso               | 10 tháng 11, 2023 | Yoshihara Masayuki | Tác phẩm nguyên tác.                                                         |
| Colorful Stage! Một Miku không thể hát | 17 tháng 1, 2025  | Hata Hiroyuki      | Dựa theo trò chơi điện tử Project Sekai: Colorful Stage! feat. Hatsune Miku. |

### Trò chơi điện tử
- Professor Layton and the Curious Village - sản xuất hoạt ảnh
- Professor Layton and the Diabolical Box - sản xuất hoạt ảnh
- Professor Layton and the Unwound Future - sản xuất hoạt ảnh
- Professor Layton and the Last Specter - sản xuất hoạt ảnh
- Professor Layton and the Miracle Mask - sản xuất hoạt ảnh
- Professor Layton and the Azran Legacy - sản xuất hoạt ảnh
- Triggerheart Exelica Enhanced - sản xuất hoạt ảnh
- Wild Arms 3 - sản xuất hoạt ảnh cùng Bee Train

### Khác
- Loạt phim ngắn Nakaseru Sora ni Aitai: Sản xuất hoạt ảnh cho một dự án anime quảng bá các điểm du lịch tại Toyama[42]
- Liên Minh Huyền Thoại: Sản xuất hoạt ảnh trong video "Season 9: A New Journey"[43]
- Project Sekai: Colorful Stage! feat. Hatsune Miku: Sản xuất loạt phim ngắn kỉ niệm 3 năm phát hành trò chơi[44]